# Macrostylis tumulosa
Macrostylis tumulosa är en kräftdjursart som beskrevs av Boris Vladimirovich Mezhov1989. Macrostylis tumulosa ingår i släktet Macrostylis och familjen Macrostylidae. Inga underarter finns listade i Catalogue of Life.